# كينيا ميازاكي
كينيا ميازاكي (باليابانية: 宮崎欣也) هو منافس ألعاب قوى ياباني، ولد في 3 نوفمبر 1938.

## وصلات خارجية
- كينيا ميازاكي على موقع أوليمبيديا (الإنجليزية)